# ペンタゴン (キン肉マン)
- キン肉マン > キン肉マンの登場人物 > ペンタゴン (キン肉マン)

ペンタゴンは、ゆでたまごの漫画『キン肉マン』およびその続編『キン肉マンII世』に登場する架空の人物。同作に多数登場する、人間をはるかに超える戦闘能力を持つ「超人」のひとり。正義超人に属する。

## 主な特徴
初登場は超人オリンピック ザ・ビッグファイト編「富士の最終予選の巻」。純白の肌に五芒星のついた顔、背中に鳥のような翼を持つ超人。自由自在に空を舞いながら闘う、空中殺法の名手。他の超人に比べるとパワーではやや劣るが背中の翼によりマッハ1で飛行でき、ジャンプ力も超人界No.1。アメリカ超人界屈指のテクニシャンでもある。
夢の超人タッグ編では、幼少期からの親友である従兄弟のブラックホールと共に宇宙超人タッグ・トーナメントに参加。その際、顔面の星を回転させることにより、時空間を操る技を本編で初披露した。
超人オリンピック ザ・ビッグファイト編では両腕にラインが入っていたが、夢の超人タッグ編以降、描かれなくなる。また初期のアニメでは全編を通して両腕のライン、羽の先端が省略されていた。
作中では女性ファンが多く、ミートがその光景を写真に収めている。オリンピックの選手入場でもファンの女性たちからキスをされ、顔を赤らめていた。
原作者のゆでたまごの原作担当の嶋田隆司はペンタゴンをシンプルでカッコいいと評価しており、スカイマンを進化させたイメージであると語る。ウォーズマンとの戦いは勝敗を決めずに始め、どちらが勝つのもアリだったと語る。作画担当の中井義則は後に大きく描き方を変えた超人の一人であり、背中の翼は大鷲の翼をモチーフにし鳥類図鑑を見ながら描いているという。
学研の図鑑『キン肉マン「超人」』では時空超人と鳥類超人の特徴をあわせもっていると説明されている。

## 『キン肉マン』でのペンタゴン

### 超人オリンピック出場
超人オリンピック ザ・ビッグファイトにアメリカ代表として出場、予選を突破し、決勝トーナメントの組み合わせではAブロックのシード権を得た。アニメでは組み合わせ抽選会の際、大砲で撃ち出され、空を舞って入場していた。
決勝トーナメントでは、ティーパックマンを破って勝ちあがってきたソ連代表のウォーズマンと対戦が決まった。その際ウォーズマンに握手を求めるが、受けてもらえなかった。「米・ソの超人大戦」と称されたこの試合ではペンタゴンが空中殺法で闘いを優位に進め、フライング・ソーセージでとどめに入るが、突如として飛びあがったウォーズマンにより片方の翼を引き千切られ、さらに顔面から腹部までをベアークローで引き裂かれて敗北。なお、千切れた翼はキン肉マンのコスチュームとして廃品利用された。
重傷を負いながらも一命は取り留めており、「ウォーズマンの反則攻撃を認めるこんな無法地帯にはもういられん。荷物をまとめて退散だ」というコメントを残した。

### 7人の悪魔超人&黄金のマスク編
7人の悪魔超人編ではキン肉マン対ブラックホール戦を観客席から観戦。試合開始前に、「できればオレがかわってリングにあがってやりたい」と呟いている。
黄金のマスク編では後楽園球場で超人体力測定を受けていたが、悪魔六騎士に他の正義超人同様パワーを奪われ、生命維持装置に入った。

### 夢の超人タッグ編
ブラックホールと四次元殺法コンビを結成。宇宙超人委員会から宇宙超人タッグ・トーナメント出場の推薦を受ける。作中では描かれていないが、銀河系超人タッグタイトルをスカイマン・カレクック組から奪取していた。本シリーズでは、赤いタイツを着用している。
トーナメントでは、1回戦でマッスル・ブラザーズ（キン肉マン、キン肉マングレート）と対戦。クロノス・チェンジなどの技を使用してキン肉マンを追い詰め、キン肉マングレートを四次元に閉じ込めるが、仕掛けを見破ったキン肉マンと、四次元から脱出したグレートのツープラトン技「マッスル・ドッキング」を史上初めて受けて敗退。

### キン肉星王位争奪編
キン肉星王位争奪サバイバル・マッチ一回戦の時点では超人墓場で浮遊していたが、決勝戦の頃には復活している。ネプチューンマンのネプチューン・メッセージに感動し、全世界の正義超人と合流。大阪城に駆けつけ、瀕死のキン肉マンにエールを送った。

### 完璧超人始祖編
襲来した完璧超人の一派「完璧・無量大数軍」と正義超人・悪魔超人との全面対抗戦において、完璧超人ジャック・チーに苦戦するブラックホールのもとへ救援に駆けつけた。元々は自分の星でゆっくりしていたが、負傷したブラックホールの異空間がペンタゴンの近くに現れて、そのまま吸い込まれた。そして、ブラックホールに「四次元エレメント交差」を発動させることによって入れ替わったペンタゴンは、空中殺法とクロノス・チェンジでジャック・チーを圧倒し、とどめのフォーディメンションキルを仕掛けたところで再度ブラックホールと入れ替わり、逆転勝利に導いた。直後、ブラックホールの顔の穴から飛び去ったような描写がある。
ゆでたまごの嶋田隆司によると、ペンタゴンの再登場が収録された単行本43巻はシリーズ通巻100巻目となり、当初キン肉マンを表紙にする案が出されたが、当時の編集者・中野和雄の教えからブラックホールとともに、表紙を飾ることになった。作画担当の中井義則が、CCPの製作したペンタゴンのフィギュアを見て「もう一度描いてみたい」と触発されたことで、再登場に繋がったという。また嶋田はペンタゴンが登場する以前に、「悪魔超人だけでなく、詳しくはいえないが、顔に☆マークのある超人を再登場させる」といった発言をしていた。Twitter上で「ペンタゴンの再登場は、インターネットで有名になった四次元殺法コンビを基にしたアスキーアートの影響ですか？」と問われた嶋田は「今だったら最高のペンタゴンが描けると、中井君が出したがっていただけ」と不快感を表したうえ、否定している。中井は「普段はストーリーに口を出さない主義だが、ペンタゴンは特に出番を熱望した」と語っている。
人気投票企画「キン肉マン超人総選挙2013」では17位、「キン肉マン超人総選挙2015」では18位にランク入り。

### 主要対戦成績
- シングルマッチ
  - ×ウォーズマン（ベアークロー）
- タッグマッチ
  - ○スカイマン&カレクック組
  - ×マッスル・ブラザーズ（キン肉マン / キン肉マングレート、マッスル・ドッキング）

## 『キン肉マンII世』でのペンタゴン
キン肉マンたち同様に伝説超人となり、正義超人養成校「ヘラクレス・ファクトリー」の教官の1人として登場している。
超人オリンピック ザ・レザレクションでは、決勝戦のキン肉万太郎VSケビンマスクの立会人を務めた。

## 得意技

### シングル技
スペースシャトル
空中から一度も着地することなく、四方八方からドロップキックの速射砲を浴びせる。
スペースファルコン
後方の相手を蹴り飛ばすカンガルーキック。
アニメでは体を反転させて後方からのフライングヘッドバットに変更された。
スペースラッシュ
名前は『キン肉マン ジェネレーションズ』から。スペースシャトルによる攻撃で相手をダウンさせた後、スペースファルコンで蹴り上げ、最後に上空から猛スピードでフライング・ボディ・プレスを仕掛ける。
クロノス・チェンジ
顔面の星を回し、時空間を操ることによりふたつの目標の位置関係を逆転させる技。
クロノスとは、ギリシア神話における時間を司る神のことである。
ストップ・ザ・タイム
顔面の星を回し相手の周りの時間を止める技。
アニメでは星を2回転させていた。
エンジェルウイングクローズ
翼を羽ばたかせることによって、強風を巻き起こす。ジャック・チーのボイリングショットを吹き返し、自滅させた。
フォーディメンションキル
本来はブラックホールの必殺技。ジャック・チーに対して仕掛けたが、フィニッシュの際はブラックホールの身体になっていた。

### タッグ技
四次元ワープ
自らブラックホールの顔面の穴に入り込むことにより、四次元空間を通じて別の場所にワープする。
四次元交差
ブリッジの体勢を取ったブラックホールの顔の穴に対戦相手を投げ入れ、四次元空間に送る。
四次元エレメント交差
ブラックホールの顔の穴から四次元空間に入り、ブラックホールと身体を入れ替える技。発動するとブラックホールの身体が裏返り、ペンタゴンが出現する。周りの者からはブラックホールがペンタゴンに変身したように見えるが、実際は両者が入れ替わっている。ブラックホールとペンタゴンがタッグを組むことでしかできない禁断の技。
ジャック・チー戦で使用し、逆転勝利を収めた。

## プロフィール
- 分類 - 正義超人[18]
- 出身地 -  アメリカ[19]
- 身長体重 - 208cm 115kg[19]
- 超人強度 - 70万パワー[19]
- 年齢 - 17歳[20]
- 血族 - 父 ヘキサゴン、弟 APEGON、祖父 トライゴン、従兄 ブラックホール
- 好物 - ハンバーガー[21]

### 異名
- 鳥人[22]
- 飛翔天使[23]
- 華麗なる四次元殺法の鳥人[24]
- 華麗なる四次元殺法の超人[25]
- 時空を操る超人[26]
- 白翼の鳥人戦士[26]
- 風疾る白翼の幻想[26]
- 型破りな銀河系鳥人[26]
- 時空を超越する者[26]
- リングに舞い降りた白翼の天使[26]
- 空を舞うテクニシャン[26]

### タイトル歴
- アクロバット超人選手権[27]
- カリフォルニア超人J（ジュニア）・ヘビー級[27]
- 銀河系超人タッグ[27]

## 声優
田中秀幸
- テレビアニメ『キン肉マン』
- テーマソング

戸谷公次
- 各種コンピューターゲーム

島﨑信長
- テレビアニメ『キン肉マン 完璧超人始祖編』

## テーマソング
ストップ ザ タイム
歌 - さいとうようじ / セリフ - 田中秀幸（ペンタゴン） / 作詞 - 三浦晃嗣 / 作曲 - 樫原伸彦 / 編曲 - 松井忠重

## コンピュータゲーム
『キン肉マン ジェネレーションズ』『キン肉マン マッスルジェネレーションズ』では、タッグチームを組むキャラクターによっては特定のチーム名が付けられるが、ペンタゴンは下の一つのみ。
- 四次元殺法コンビ - ブラックホール

『キン肉マンII世 超人聖戦史』で、主人公の正悪を示す属性ゲージが一定値なら仲間にできる。主人公が選んだルートにより扱いが分かれる。以下にそれを示す。
- 共通・正義ルート

原作同様。主人公が超人オリンピックに出場すれば戦闘可能。「夢の超人タッグ編」ではイベントで敗れる。
- 悪行ルート

主人公が悪魔超人に加担し、「7人の悪魔超人編」における対抗戦に勝利後、キン肉マン、ラーメンマンらと共に悪魔超人たちと戦う。
『ぱちんこキン肉マン 夢の超人タッグ編』ではブラックホールと「四次元殺法コンビ」を組んで登場。タッグ必殺技として、ロープを利用しての四次元交差である「四次元シュート」を使用する。

## その他
- 超人オリンピック ザ・ビッグファイト編では「とびげり」が得意技と紹介されていた[30]が、後の文庫版コミックなどに収録されたものは「クロノス・チェンジ」に変更された。ただし「クロノス・チェンジ」の初使用は夢の超人タッグ編においてである。
- ロックバンド「GOING UNDER GROUND」のCDアルバム『LUCKY STAR』のジャケットデザインにペンタゴンが採用された。このジャケット画を『週刊文春』のコラムで取り上げたブルボン小林は、「ゆでたまごの総合的な造形力を、漫画から離れた『ジャケ画』で、改めて認識させられた」「ペンタゴンの独特な風貌はCDの『トータルデザイン』にも貢献している」と評価した[31]。初回限定版には「ペンタゴンステッカー」が付属する。
- デザイナーのNIGO®とゆでたまごのコラボレーション企画で生まれた超人、APEGON（エイプゴン）はペンタゴンの弟と設定されている[32]。その際父親の名前がヘキサゴンであることも明かされた。
- インターネット上ではブラックホールと共に「良い子の諸君!」という挨拶から始まる、アスキーアートが普及。Twitter上でファンから存在を教えられた原作者の嶋田は、これに対し「著作権違反」と苦言を呈した[33]。これに対し、ネット上では様々な意見が交わされた[34]。後に単行本43巻の帯にて同じフレーズが使われている。
- 小説『ディープオブマッスル!!』ではペンタゴンの先祖はブラックホールと同じ地球外に存在する異次元空間の出身であり、地球への定住を目指して分家した一派がアメリカ合衆国西海岸・シアトルの付近に居を構え、今のペンタゴンの一族を形成したと説明されている。分家一族は世代が進むに従って徐々に肌の色素が薄れていき、分家から五世代目となるペンタゴンの代で完全な純白の姿へと進化を遂げた。また、分家一族は顔の穴が埋まった代わりに時間を操る能力を手に入れた。